# Епархия Минны
Епархия Минны (лат. Dioecesis Minnaensis) — епархия Римско-Католической церкви c центром в городе Минна, Нигерия. Епархия Минны входит в митрополию Кадуны. Кафедральным собором епархии Минны является церковь святого Михаила Архангела.

## История
9 ноября 1964 года Римский папа Павел VI издал буллу «Christi Redemptoris», которой учредил апостольскую префектуру Минны, выделив её из епархии Кадуны.
17 сентября 1973 года Римский папа Павел VI издал буллу «Prophetiae de regno», которой преобразовал апостольскую префектуру Минны в епархию.
6 ноября 1981 года и 15 декабря 1995 года епархия Минны передала часть своей территории миссии Sui iuris Абуджи (сегодня — Архиепархия Абуджи) и апостольскому викариату Контагоры.

## Ординарии епархии
- епископ Edmund Joseph Fitzgibbon SPS (1964—1973);
- епископ Кристофер Шаман Абба (17.09.1973—5.07.1996);
- епископ Martin Igwe Uzoukwu (1996 — по настоящее время).

## Источник
- Annuario Pontificio, Libreria Editrice Vaticana, Città del Vaticano, 2003, ISBN 88-209-7422-3
- Булла Christi Redemptoris   (лат.)
- Булла Prophetiae de regno, AAS 65 (1973), стр. 583  (лат.)